# مارك بوبيل
مارك بوبيل (الإسبانية: Marc Pubill)؛ (20 يونيو 2003 — ) هو لاعب كرة قدم، من مواليد مدينة تاراسا، يلعب في مركز مدافع.

## وصلات خارجية
- مارك بوبيل على موقع قاعدة بيانات كرة القدم.إي يو (الإنجليزية)
- مارك بوبيل على موقع Soccerway.com (الإنجليزية)